# Compsa leucozona
Compsa leucozona là một loài bọ cánh cứng trong họ Cerambycidae.